# Yanañamca y Tutañamca
Yanañamca y Tutañamca eran dioses hermanos de la oscuridad y la noche dentro de la mitología incaica. Estos dioses son mencionados en el manuscrito de Huarochirí.

## Etimología
Yanañamca y Tutañamca son nombres que poseen una raíz quechua: la raíz del primero es yana "negro, oscuro", y del segundo tuta "noche".
Respecto al término ñamca, no existe una traducción específica sobre ello. Sin embargo, dentro del manuscrito de Huarochirí, se explica un posible origen del término.

## Historia

### Según Huarochirí
Yanañamca y Tutañamca eran dioses primordiales de la oscuridad y la noche. Estos dioses reinaban en un mundo primigenio en donde solo primaba el caos y la oscuridad.
Ambos dioses, en una época posterior, fueron derrotados por el dios Huallallo Carhuincho.
Después de haberlos vencido, era Huallallo quien animaba a los hombres, a los cuales no consentía que tuviesen más de dos hijos.
Si se llegaba a tener dos niños, Huallallo se comía a uno de ellos; mientras que el otro (el preferido) era criado por sus padres.

### Según los huancas
En la versión huanca, Huallallo decretó a los huancas lo mismo que la versión de Huarochirí (no tener más de dos hijos). Esto a raíz de que los huancas, conforme iba creciendo su población, exigían a Huallallo más tierras y nuevas formas de cultivarlas para que el hambre no siguiera devorando a los hombres.
Sin embargo, ante las angustiosas súplicas de los huancas, Huallallo revocó su mandato y pidió que los hombres fueran a combatir junto a él para la búsqueda de nuevas tierras.

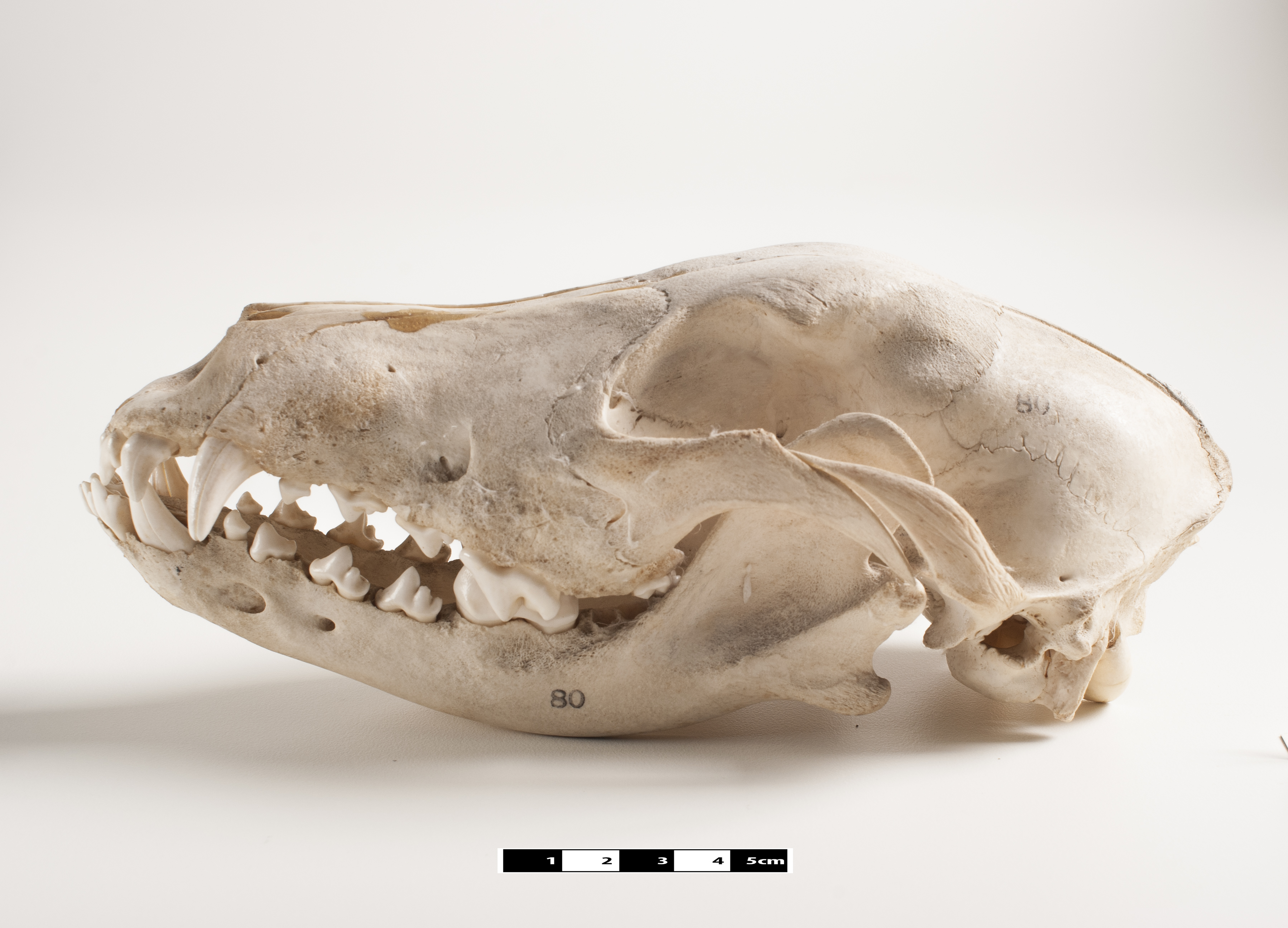
Los guerreros vencidos por Huallallo Carhuincho fueron convertidos en perros para ser consumidos y, con sus cráneos, se crearon instrumentos de viento para espantar a sus enemigos.

Cuando Huallallo derrotó a los dioses Yanañamca y Tutañamca, varios capitanes de estos últimos se rehusaron a aceptar la derrota y, pertrechando sus ejércitos, se rebelaron.
Huallallo, después de medir sus fuerzas y la de sus hombres, para evitar una derrota, hizo llover granizo, tierra colorada y mucha agua sobre sus enemigos, finalmente los fulminó con truenos y rayos.
Una vez cesó la tormenta, Huallallo encontró diezmado a sus enemigos; no obstante, la sorpresa del dios huanca fue grande cuando se percató de que todos los capitanes de los dioses vencidos seguían con vida. Aquellos soldados enemigos lograron sobrevivir debido a que sus parciales los habían protegido con escudos y con sus propios cuerpos.
Huallallo montó en cólera, extendió las manos y estirando los dedos como si quisiera atraparlos dijo: "¡De hoy en adelante seréis perros!"
Las protestas de los capitanes se fueron tornando en ladridos. Desde entonces, estos perros fueron muy buenos y leales a los hombres, tanto en vida como después de la muerte. El mismo Huallallo, para celebrar esta victoria, enseñó a los huancas a quitar la piel todavía fresca de los guerreros enemigos y ponerla de cuero de tambor. Para completar la ceremonia, el mismo dios, escogió cinco perros, los sacrificó, e hizo comer su carne y beber su sangre mezclada con chicha. Aparte de servir como alimentación, sus cráneos fueron usados para fabricar instrumentos de viento, los cuales producían un sonido aterrador y fueron usados contra sus enemigos. 